# Domenico Bortolan
Domenico Bortolan (Vicenza, 24 maggio 1850 – Vicenza, 18 marzo 1928) è stato un letterato e storico italiano.
Assieme a Fedele Lampertico e a Sebastiano Rumor, fu uno dei più tardi esponenti dell'erudizione positivista a Vicenza.

## Biografia
Religioso cattolico nominato monsignore, fu per quarantaquattro anni - a partire dal 1884 succedendo all'abate Andrea Capparozzo - direttore della Biblioteca Civica Bertoliana. Stimato studioso di storia e cultura locale, pubblicò decine di saggi, molti dei quali stampati dalla storica Tipografia San Giuseppe (poi Rumor) di ponte Pusterla.
Nel 1892 scrisse, assieme a Sebastiano Rumor, un testo fondamentale proprio sulla biblioteca civica, intitolato La Biblioteca Bertoliana di Vicenza; con lo stesso Rumor pubblicò nel 1919 una importante Guida di Vicenza. Del 1893 è il suo Vocabolario del dialetto antico vicentino, testo di riferimento ristampato più volte.
Manifestò anche doti artistiche. Nel 1900 disegnò la famosa corona in oro e gemme della statua della Madonna per il Santuario di Monte Berico e negli anni 1913-14 progettò e diresse la costruzione della chiesa dell'Adorazione perpetua per la Casa madre delle suore dorotee, in contrà San Domenico. Diresse inoltre nel 1899 l'edificazione dell'Oratorio dell'Istituto della Beata Vergine Maria, detto delle "Dame inglesi", annesso al convento di San Girolamo degli Scalzi.
Uno dei più importanti critici e storici dell'arte vicentina, Renato Cevese, pur ricordando alcuni limiti del Bortolan, afferma che va "considerato come lo studioso più serio dell'ultima generazione del secolo XIX".

## Opere
(elenco parziale)
- Giambattista Maganza seniore, Prem. Tipolitografia A. Roberti, 1883.
- I privilegi antichi del Monastero di S. Pietro in Vicenza illustrati, Tip. San Giuseppe, Vicenza, 1884
- Il castello dell'isola, Ed. Paroni, Vicenza, 1886
- Pietro di Dante Allighieri, giudice in Vicenza, Vicenza, 1886 (per nozze Marzotto-Conti)
- Frammenti della cronaca di Conforto da Costozza, anni 1372-1387, Vicenza, 1886[11]
- S. Spina di Vicenza. Traduzione della prima parte del Monumenta Reliquiarium, Tip. S. Giuseppe di G. Rumor, Vicenza, 1887
- Locuste nel territorio Vicentino, Vicenza, Rumor (tip.), 1887.
- Dialetto vicentino. Documenti e illustrazioni, Vicenza, Tip. S. Giuseppe di G. Rumor, 1888. Rist. anastatica Nabu Press, 2012
- Commemorazione di Giacomo Zanella, letta il 27 gennaio 1889 alla società generale di m. S. Degli artigianali Vicentini, Tip. Burato, Vicenza, 1889
- Dei nomi delle contrade nella Città di Vicenza (con Fedele Lampertico), Tip. Burato, Vicenza, 1889
- La fraglia degli orefici in Vicenza, Tip. S. Giuseppe, Vicenza, 1889
- S. Corona. Chiesa e convento dei Domenicani in Vicenza, memorie storiche, Tip. editrice S. Giuseppe, Vicenza, 1889
- La fraglia dei fabbri in Vicenza, Tip. S. Giuseppe, Vicenza, 1891
- La B. Vergine Addolorata dello spiazzo di Grancona, Tip. S. Giuseppe, Vicenza, 1891
- Il lusso e le leggi suntuarie a Vicenza nel secolo XVI, Tip. Paroni, 1891.
- La Biblioteca Bertoliana di Vicenza (con Sebastiano Rumor), Tip. S. Giuseppe, Vicenza, 1892
- Leonardo Trissino, celebre avventuriero, Fratelli Visentini, Venezia, 1892
- La chiesa di S. Giacomo Maggiore detta del Carmine di Vicenza. Memorie, Vicenza, 1892
- Vocabolario del dialetto antico vicentino (dal secolo XIV a tutto il secolo XVI)], Vicenza, Tip. S. Giuseppe, 1893.; rist. anastatica Forni, 1984, ISBN 978-8827105054; Nabu Press, 2010, ISBN 978-1177078801; Hardpress, 2013, ISBN 978-1-314-56146-3
- Il p. Francesco Barbarano de' Mironi storico vicentino, Vicenza, San Giuseppe (tip.), 1893.
- Il Seminario vescovile di Vicenza, Vicenza, 1893
- Il B. Bernardino da Feltre a Vicenza e nel vicentino, Tip. S. Giuseppe, Vicenza, 1894
- Un asilo di mendicità a Vicenza nel secolo 16.mo, Tip. S. Giuseppe, Vicenza, 1897
- La chiesa di s. Agostino nella coltura di S. Felice in Vicenza, Tip. S. Giuseppe, Vicenza, 1906
- Guida di Vicenza, (con Sebastiano Rumor), Vicenza, Tip. Pontificia Vesc. S. Giuseppe, 1919.
- Discorso per l'inaugurazione della nuova cupola della chiesa di S. Stefano in Vicenza li XXVI dicembre MDCCCXCV, Vicenza 1912[12]